# Ascenseur pour l'échafaud
Ascenseur pour l'échafaud é um filme francês de 1958, do gênero suspense, dirigido por Louis Malle. Este é o primeiro longa-metragem de ficção de Malle, que já tinha anteriormente conquistado em 1956 um Óscar com o documentário Le Monde du Silence sobre Jacques-Yves Cousteau. Louis Malle viria a ser um dos autores mais representativos da nouvelle vague francesa com a sua obra Zazie dans le métro,1960.
O filme foi decisivo para a carreira da atriz francesa Jeanne Moreau, transformando-a em estrela internacional. Além do grande desempenho de Moreau, outro destaque fica por conta da trilha sonora da obra, composta pelo jazzista estadounidense Miles Davis.

## Sinopse
O filme conta a história da enigmática Florence Carala. Casada com o milionário Simon Carala, mas apaixonada por outro, Florence decide matar o marido com a ajuda do amante Julien Tavernier. Tavernier é um ex-militar que trabalha como espião na Indochina para o marido de Florence. Planejado para parecer um suicídio, as coisas começam a dar errado quando Tavernier decide buscar uma corda no terraço e fica preso no elevador (o "ascensor" do título).

## Elenco
- Maurice Ronet .... Julien Tavernier
- Jeanne Moreau .... Florence Carala
- Georges Poujouly .... Louis
- Felix Marten .... Christian Subervie
- Lino Ventura .... o comissário Cherier
- Yori Bertin .... Véronique
- Jean Wall .... Simon Carala
- Hubert Deschamps .... o substituto
- Elga Andersen .... Frieda
- Ivan Petrowsky .... Horst